# 宮交タクシー
宮交タクシー株式会社（みやこうタクシー）は、宮崎県宮崎市に本社を置く、宮崎交通グループのタクシー・バス事業者である。

## 沿革
- 1988年9月1日 - 宮崎交通のタクシー部門の分社化により営業開始。[1]

## 営業所
- 宮崎営業所

宮崎県宮崎市源藤町東田430
- 都城営業所

宮崎県都城市松元町3499-4
- 延岡営業所

宮崎県延岡市幸町3-2
- 高千穂営業所

宮崎県西臼杵郡高千穂町大字三田井805
- 日向営業所

宮崎県日向市鶴町3-83
- 西都営業所

宮崎県西都市小野崎1-96-1
- 日南営業所

宮崎県日南市岩崎2-9-20
- 高鍋営業所

宮崎県児湯郡高鍋町大字北高鍋180-1
- 小林営業所

宮崎県小林市大字細野1904-5
- 串間営業所

宮崎県串間市西方6559-1
- 綾営業所

宮崎県東諸県郡綾町大字南俣487-4
- 京町営業所

宮崎県えびの市大字向江643
- 高原営業所

宮崎県西諸県郡高原町大字西麓840

## 乗合タクシー

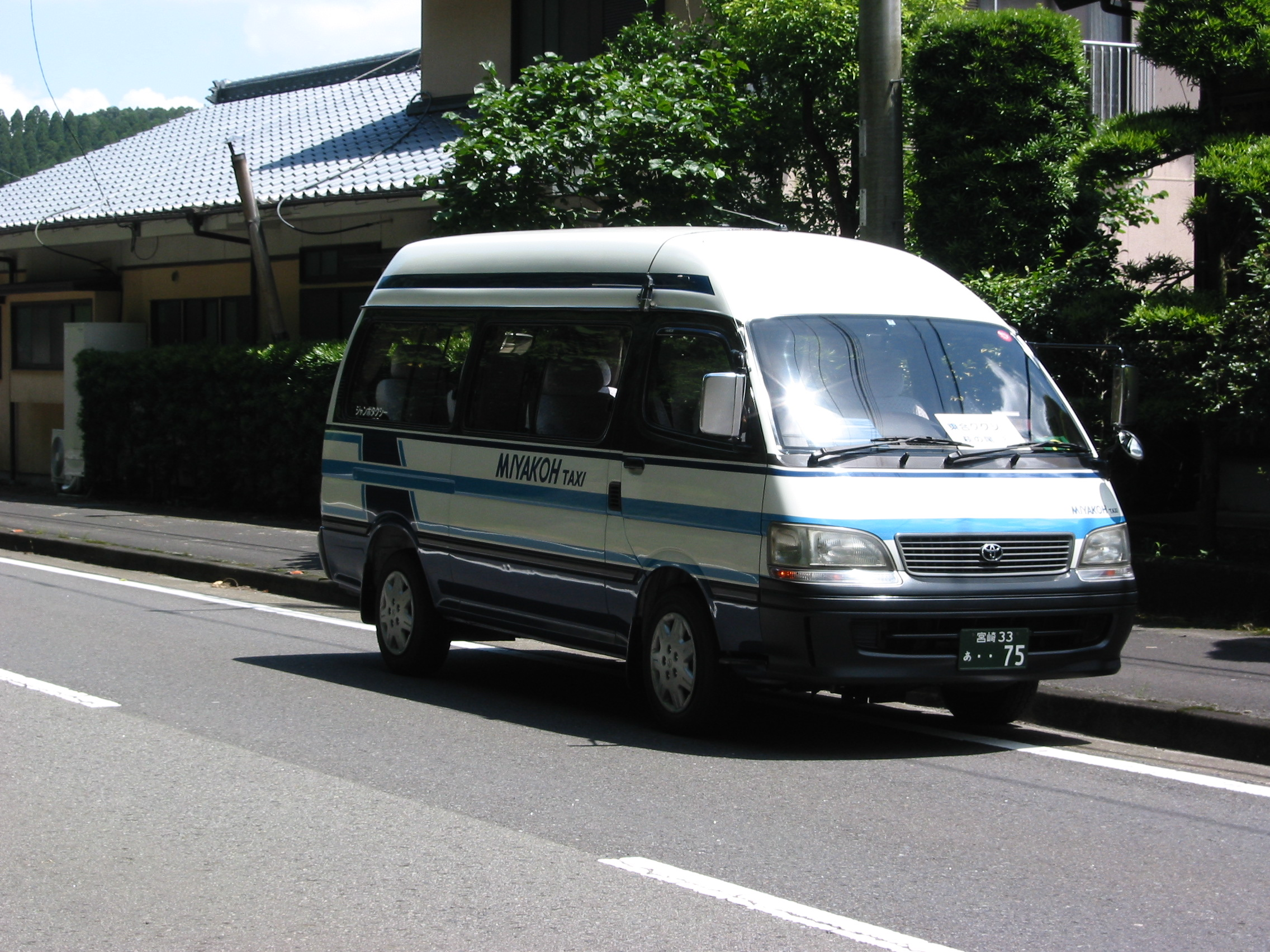
乗合タクシーの車両
（熊野神社前 - 萩の尾線）

宮崎交通の廃止路線の代替として乗合タクシー路線を多数運行していたが、自治体が運営するコミュニティバスに移行するなどで多くが廃止された。現在運行しているのは以下の路線である。
延岡地区
- 須佐農営集会所前 - 鹿小路 - レーヨン前[2]

都城地区
- 熊野神社前 - 萩の尾[3]
- 沖水橋 - 中金田 - 丸野小前[3]
- 下水流 - 志和池支所[3]

### かつて運行していた路線
小林地区

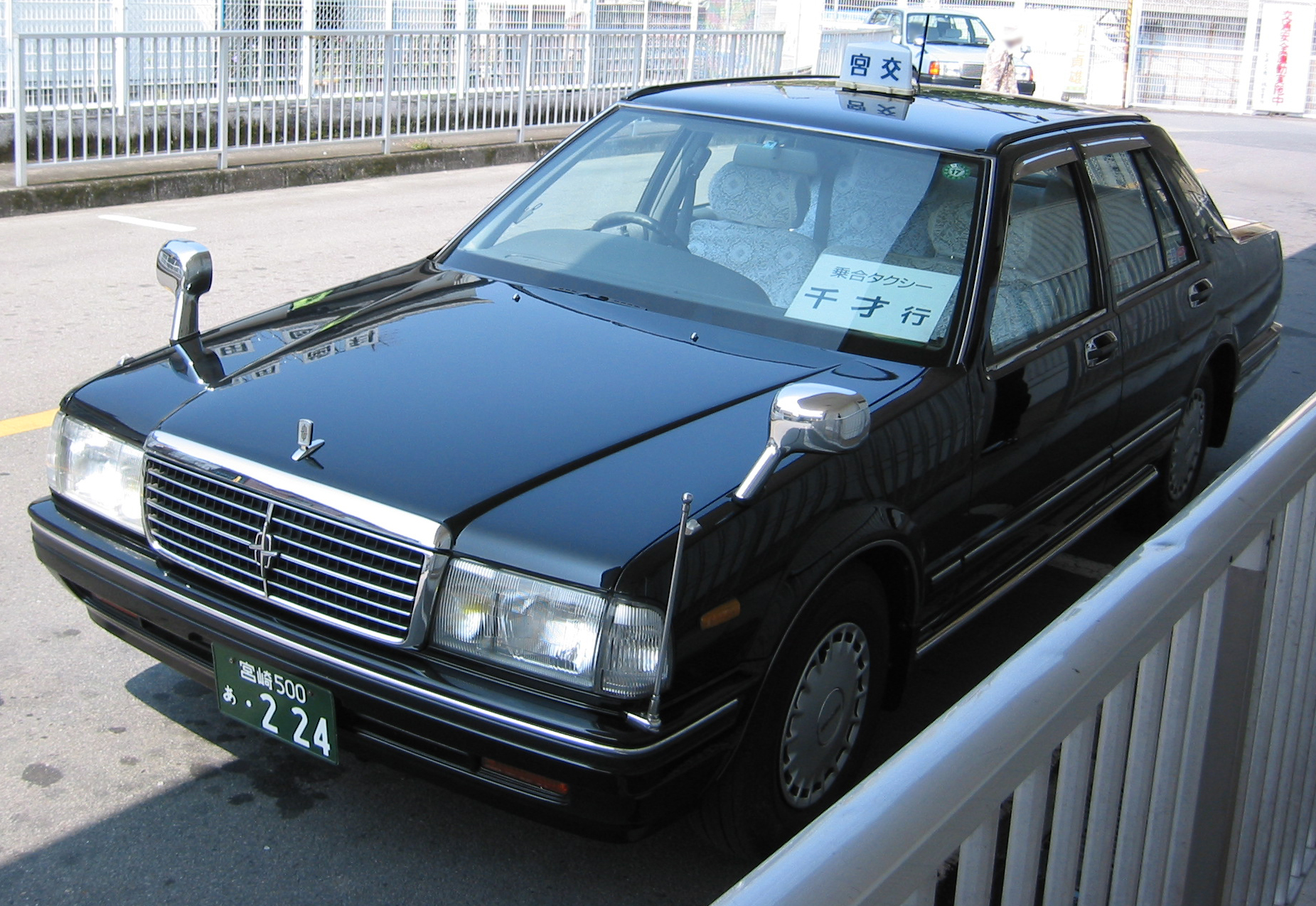
小林 - 千才線の車両（当時）

- 小林バスセンター - 石塚 - 大久保 - 西小林駅 - 岐れ道 - 東大出水 - 西大出水 - 上大出水 - 千才
- 小林バスセンター - 市役所下 - 南島田JA小林前 - 牧場 - 大王
- 小林バスセンター - 市役所下 - 新生町 - 南島田 - 水落し - 新田組合前 - 細野小前 - 牧場 - 洗出し - 中夷守 - 夷守 - 竹山入口 - 種畜牧場入口 - 山中入口 - 種畜牧場

小林市コミュニティバスの運行開始及び路線拡大に伴い、それに置き換えられるかたちで順次廃止された。　※詳細は『小林市コミュニティバス』の項を参照
串間地区

## バス事業

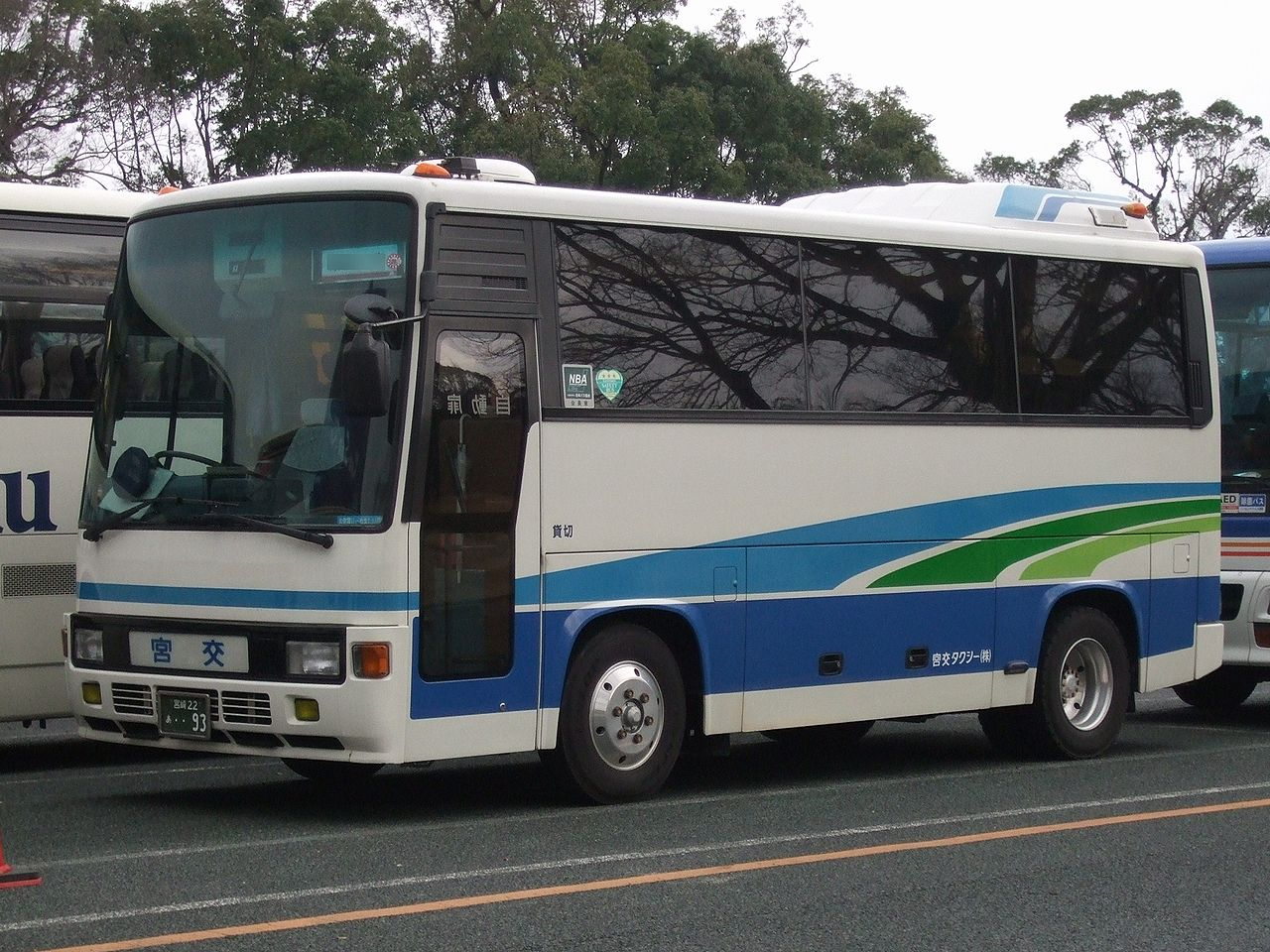
小型貸切車

- 貸切バス業を営んでおり、中型、小型の貸切バスを保有している。
- その他、串間市のコミュニティバス「よかバス」の運行管理を受託している。